# Centrale nucléaire de Ling Ao
La centrale nucléaire de Ling Ao (LNPS/Lingao Nuclear Power Station) est entrée en service en 2002 dans la province chinoise du Guangdong. Elle se trouve à 1 km au nord-est de la centrale nucléaire de la baie de Daya, construite avant elle dans le district de Longgang de la préfecture de Shenzhen.  Elle utilise des technologies apportées par Framatome.

## Description
La centrale de Ling Ao est équipée de quatre réacteurs nucléaires à eau pressurisée.
- Lingao-1 : puissance 990 MWe (REP), mise en service en 2002.
- Lingao-2 : puissance 990 MWe (REP), mise en service en 2003.
- Lingao-3 : puissance 1 080 MWe (CPR-1000), mise en service en 2010
- Lingao-4 : puissance 1 080 MWe (CPR-1000), mise en service en 2011[3]

nb : puissances électriques brutes (en sortie alternateur)
Le maître d'ouvrage et exploitant est China Guangdong Nuclear Power Company (CGNPC).
À la différence de la centrale nucléaire de la baie de Daya, où les deux tranches avaient été construites et mises en service par Framatome en partenariat avec EDF, les tranches de Ling Ao ont été construites et mises en service sous la responsabilité des Chinois en partenariat avec Areva NP et Alstom Power, les deux dernières tranches (Lingao 3 et 4) sont de type CPR-1000 évolution du REP français par CGNPC.